# Welcome the Night
Welcome the Night è il quinto album del gruppo statunitense The Ataris.

## Tracce
1. Not Capable Of Love
2. Cardiff-By-The-Sea
3. New Year's Day
4. Secret Handshakes
5. The Cheyenne Line
6. And We All Become Like Smoke
7. Connections Are More Dangerous Than Lies
8. Whatever Lies Will Help You Rest
9. From The Last, Last Call
10. When All Else Fails It Fails
11. A Soundtrack For This Rainy Morning
12. Begin Again From The Beginning
13. Act V, Scene IV: And So It Ends Like It Begins

## Formazione
- Kris Roe - voce, chitarra
- John Collura - chitarra
- Paul Carabello - chitarra, voce secondaria
- Eric Doucette - basso
- Sean Hansen - batteria